# Adnan Ibrahim
Adnan Ibrahim, (en arabe عدنان إبراهيم) né le 2 mai 1966 au camp de Nuseirat à Gaza, est un islamologue, théologien musulman et professeur de philosophie à l'Université de Vienne, palestino-autrichien. C'est un imam dans la mosquée Ash-Shūraá à Vienne. Il est connu pour ses positions fermes contre l’extrémisme religieux, ainsi que pour son esprit rationnel et son engagement dans les débats qui agitent l'islam contemporain.
Une des particularités de l'imam Ibrahim est sa connaissance de la théologie musulmane contemporaine, notamment des auteurs comme l'Égyptien Mohamed Abduh, considéré comme le fondateur du modernisme islamique (mort en 1905), ou encore le réformateur tunisien Tahar Ben Achour, auteur d'une monumentale exégèse du Coran (mort en 1973). Il leur donne une audience auprès du public musulman qui ne les connaît pas, car la plupart des religieux en exercice préfèrent avoir recours aux compilations classiques. Grand lecteur, il ne néglige pas les auteurs non musulmans, notamment chrétiens (saint Augustin, saint Thomas d'Aquin, Martin Luther). En 2000, il fonde l'association Rencontre des civilisations, qu'il préside aujourd'hui encore.

## Biographie

### Études
Adnan Ibrahim a fait ses études jusqu'en classe de terminale. Il est parti en Yougoslavie pour étudier la médecine. À cause de la guerre, il a quitté la Yougoslavie pour s'installer à Vienne en Autriche.

#### Parcours scientifique
Adnan Ibrahim est titulaire d'un baccalauréat en études juridiques islamiques au collège de l'imam Ouzai au Liban, il fut diplômé avec honneur. Il a également complété ses études en Autriche et a obtenu un diplôme de master et un doctorat de l'université de Vienne. Sa thèse de Master était intitulée : L'Âge de la Mère des croyants Aïcha lorsque le prophète se maria avec elle. Il a obtenu son doctorat en 2014 intitulée La Liberté de croyance et ses manifestations dans le Coran.

## Pensées
Adnan Ibrahim estime que l'islam n'est pas contradictoire avec l'esprit (la logique et la raison). Adnan confronte l'intolérance religieuse et l'utilisation de la religion pour justifier la violence. Il estime que l'islam a été enlevé par des Chioukh et des prêcheurs et l'auront mit en contradiction avec les vrais principes de la religion islamique.
Sa pensée sur les mouvements extrémistes est illustrée dans cette vidéo « L'islam est pris en otage », en anglais « our religion is hijacked. »

### Position vis-à-vis de la théorie de l’évolution
Le docteur Ibrahim affirme dans une série de 30 épisodes (postés entre le 15/12/2014 et le 20/04/2015) que la théorie de l'évolution n'est pas incompatible avec l'islam, il donne au public les bases et les preuves scientifiques de l'évolution, et explique comment l'évolution a commencé, et comment l'idée de l'évolution a évolué durant les années jusqu'à être une réalité biologique et scientifique.

## Controverses liées à ses travaux
Adnan Ibrahim est favorable à un rapprochement des idées entre sunnites et chiites. Ses critiques à certains compagnons du prophète et au premier calife omeyyade Muʿawiya Ier lui ont causé une opposition de la part du courant sunnites.